# Milutin Šoškić
Milutin Šoškić, né le 31 décembre 1937 à Peć et mort le 27 août 2022, est un footballeur serbe. Il était le gardien de but de l'équipe de Yougoslavie au début des années soixante.

## Clubs
- Partizan Belgrade
- FC Cologne

## Palmarès

### En club
- Champion de Yougoslavie en 1961, en 1962, en 1963 et en 1965 avec le Partizan
- Vainqueur de la Coupe de Yougoslavie en 1957 avec le Partizan
- Vainqueur de la Coupe d'Allemagne en 1968 avec Cologne
- Finaliste de la Coupe d'Europe des Clubs Champions en 1966 avec le Partizan
- Finaliste de la Coupe de Yougoslavie en 1959 et en 1960 avec le Partizan
- Finaliste de la Coupe d'Allemagne en 1970 et en 1971 avec Cologne

### EnÉquipe de Yougoslavie
- 50 sélections entre 1959 et 1966
- Champion Olympique en 1960 avec les Olympiques
- Participation au Championnat d'Europe des Nations en 1960 (Finaliste)
- Participation à la Coupe du Monde en 1962 (4e)